# История на Кюстендил
 Тази статия е за историята на града.  За историографията вижте История на Кюстендил (книга).  
Историята на Кюстендил като градско селище има близо двехилядолетна давност и осемхилядна история на поселищния живот в години. Кюстендил е един от най-древните градове по българските земи и притежава неимоверно значима и богата история.
Съвременното име на града произлиза от името на средновековния му владетел, чийто внук е последния император на Източната Римска империя (наречена постафактум в историографията Византия), като Константин Драгаш се явява посредством София Палеологина и прапрапрадядо на създателя на съвременна Русия – Иван Грозни. По тази причина въпреки постигнатото прелиминарно англо-руско споразумение (1878), на Берлинския конгрес, Александър Горчаков под ултиматума на император Александър II и славянофилите, не се съгласява за връщането на София и Кюстендил в Османската империя. 
В античността по времето на траките на мястото е имало тяхно открит тип селище със светилище на хълма Хисарлъка. Античната римска Пауталия е наследник на старото селище на дентелетите. Присъствието на траки в Кюстендилско датира от края на бронзовата епоха или по-точно от втората половина на 2-рото хилядолетие пр.н.е. Известни са имената на тракийските племена населявали голямото землище на Кюстендилско: на север – агриани и леи, на юг – меди и на запад – пеони, а кюстендилската котловина в частност – от дентелетите. На мястото на съвременния град Кюстендил първите регистрирани артефакти са от керамика от старожелязната епоха и части от сгради от предримския период. Това дава основание да се заключи, че поселище е съществувало на мястото вероятно още от времето на легендарната Троя. Хълмът над града също носи името на троянския хълм.
На територията на кюстендилското землище се намира Рилският манастир, който е символ на българската вяра, духовност, книжовност и култура, и като такъв е включен в списъка за световното наследство на ЮНЕСКО.
От Кюстендил, според Ватрослав Ягич, е родом Константин Костенечки, по-известен като Константин Философ.
От Кюстендил е академик Йордан Иванов, откривател на оригинала на „История славянобългарска“, която е издадена под негова редакция от БАН през 1914 г. По свидетелството на Петър Динеков, Йордан Иванов е любим лектор на класика на българската литература – Йордан Йовков.
По време на участието на България в Първата световна война Кюстендил освен по стратегически, но и по символни съображения е избран за главна квартира на Щаба на Българската армия. Основното направление за настъпление на българската армия на запад /Сръбска кампания (Първа световна война)/ съвсем не е случайно и исторически – към т.нар. западни български земи родом от които са Константин Велики и Юстиниан Велики – първият приел християнството и трансформирал го в официална религия на Римската империя, а вторият затвърдил християнската вяра окончателно и положил темелите на онова което днес се възприема като християнска цивилизация.  По време на Първата световна война са създадени и две западнобългарски военноинспекционни области с центрове съответно двете родни места на двамата императори, а именно Ниш и Скопие – Моравска военноинспекционна област и Македонска военноинспекционна област. 
Историческото име на съвременен Кюстендил се вписва изцяло в класическата историческа периодизация:
1. Античност – Пауталия, а предвид даването статут на римски град на тракийското селище в 106 г. от император Марк Улпий Траян – Улпия Пауталия;
2. Средновековие – Велбъжд;
3. Ново време – Кюстендил.

Градските празници са два – на 30 януари и 21 март всяка година.

## Етимология на името
Името Пауталия в основата си е тракийско. То се среща в различни ортографски варианти в античните исторически извори на старогръцки и латински език. Наименованието означава „изворен град“ или „бликащи извори“ и се свързва с топлите минерални извори, които са били първопричина за възникването на тракийско селище и превръщането му в град по римско време. Първото споменаване на античното име се среща в надпис от 135 г. за построената базилика в чест на император Адриан. Пауталия получава в 106 г. градски права заедно със Сердика, Филипопол и Августа Траяна. По времето на управлението на т.нар. петима добри императори, Пауталия израства като административен, стопански и културен център на Горнострумската област. От времето на императорите Антонин Пий до Каракала града сече свои бронзови монети.
Средновековното име Велбъжд също се среща в историческите извори в разнообразни ортографски варианти.
Съвременното име на града идва от името Константин, а това е името на Константин Велики, Константинопол и последния император на Византия – Константин XI Палеолог, който е внук на Константин Драгаш и правнук на велбъждския деспот – Деян Драгаш.

## Хронология
Значими исторически събития, дати и личности, свързани с историята на града:
- тракийските племена населявали Горнострумската област са участници в Троянската война на страната на легендарната Троя, бягайки от която Еней (по Енеида) основава Древен Рим;
- дентелетите са засвидетелствани като населяващи Кюстендилско във „Филипика“-та на Теопомп от 40-те години на 4 век пр.н.е.;
- дентелетите в периода 186 г. пр.н.е. – 16 г. пр.н.е. са съюзни на римляните от съседна Македония (римска провинция), като удрят в гръб Древна Македония и по-специално Персей Македонски, с което самостоятелната антична македонска история приключва след триумф;
- 55 г. пр.н.е. – знаменита реч на Цицерон пред Сената срещу Луций Калпурний Пизон Цезонин (консул 58 пр.н.е.), който е все още управител на Македония (57 – 55 г. пр.н.е.), с която упреква все още римския управител на Македония, че със своята неразумна политика превърнал дентелетите от най-верни поданици на Рим в най-отявлени врагове [9][10];
- през 1 век пр.н.е. е създадена римска тракийска стратегия под името Дентелетика, вероятно с граници съвпадащи с тези на средновековното Велбъждско деспотство, а сетне и с тези на Кюстендилския санджак;
- 45 г. – траките са поставени под властта на Римската република в римска провинция Тракия, а земите на дентелетите са включени в новообразуваната римска провинция и разделени на две – Полска Дентелетика с център Пауталия и Планинска Дентелетика;
- 106 г. – Пауталия приема статут на римски град с името на императора дал ѝ градски права;
- 135 г. – първо споменаване на града в запазил се исторически писмен източник;
- края на 2 век – издигната е градската крепостна стена по времето на императорите Марк Аврелий и Комод;
- от края на 2 век до началото на 3 век – Пауталия сече свои бронзови монети (открити са над 900 вида) със засвидетелствани изображения върху тях и на императорите Септимий Север с Юлия Домна и Каракала;
- 202 г. – Септимий Север със семейството си посещава Пауталия;
- по времето на император Аврелиан след административна реформа, Пауталия попада в римската провинция Вътрешна Дакия и е третия по големина град в провинцията след Сердика и Наисус (дн. Ниш);
- през втората половина на 4 век е издигната крепостта Хисарлъка;
- 553 г. – последно засвидетелствано в запазени писмени източници споменаване на Пауталия;
- в местността Разметаница, източно от града, са се намирали бащините земи на Комитопулите, а в местността „Царичина“ при дупнишкото село Палатово – лятната резиденция на цар Самуил;
- 1018/19 г. – засвидетелствано е за първи път второто историческо име на града Велбъжд в грамоти на император Василий II за правата на Охридската архиепископия, като средновековния град е епископски център;
- средата на 11 век – заселване на печенеги в областта северно от Велбъжд с разпространение на богомилството и павликянството;
- по време управлението на цар Калоян Велбъжд е включен в границите на Втората българска държава и приспада последователно към Прилепската и Скопската хора;
- по време управлението на император Йоан III Дука Ватаций Велбъжд е присъединен към територията на Никейската империя;
- в началото на 14 век крал Стефан Милутин отвоюва Велбъжд с околността му за Расция;
- 28 юли 1330 г. – Битка при Велбъжд;
- в средата на 14 век се формира независимо Велбъждско деспотство;
- 70-те години на 14 век – в османска хроника от това време се отбелязва, че Велбъжд бил „българска столица“;
- 1427/28 г. – територията на Велбъждското деспотство е окончателно присъединена към тази на Османската империя и трансформирана административно в Кюстендилски санджак;
- 1454 г. – след превземането на Константинопол (1453) (града на Константин), Мехмед II начело на османската армия преминава през Константиновата земя на път към крепостта Ново бърдо;
- 1463 г. – Мехмед II начело на османската армия преминава през Кюстендил в поход за завладяването на Кралство Босна с цел окончателно овладяване на Балканския полуостров. Османският предводител получава в дар от местния събирач на харадж Мехмед Хан втората петъчна джамия в града (след джамията на Хаджи Дундар), посветена и носеща неговото име – Фатих Мехмед джамия (джамията на султан Мехмед Хан). На връщане от похода, след присъединяването на Босна към Османската империя, Мехмед II посещава Осоговския манастир (Мехмед II се проявява и като закрилник на православното християнство), а 6 години по-късно (1469 г.) и след като българските земи са обединени под една власт (османската), са пренесени от Търново в Рилския манастир мощите на Иван Рилски (със съдействието на Мара Бранкович и с цел „да се напътят към добро“ западните български земи);
- 1478 г. – венецианският адмирал Томазо Малипиеро е натоварен от дожа да иска мир и в края на пролетта пристига от Шкодра в Кюстендил, където се намира лагера на османския владетел Мехмед II с дивана в състав от трима везири;
- през втората половина на 15 век и първата половина на 16 век (до първата чумна епидемия през 1561 г.) Кюстендилския санджак е един от най-гъсто населените райони в българското землище със стабилни темпове на нарастване на населението;
- към 1519 г., когато е първото частично османско преброяване на населението на Кюстендилския санджак, жителите му са над 300 000 при площ около 20 000 км², от които над 250 000 християни – своеобразен връх в сравнително-демографски план в историята на Кюстендилско;
- 1540 г. – първи сигурни сведения, че в Кюстендилския санджак е имало еврейско население (Струмица и Щип – преселено в Истанбул), което вероятно е част от онова депортирано от кралство Испания;
- 1557 г. – Коласийската епархия преминава с Рилския манастир от юрисдикцията на Охридската архиепископия към Печката патриаршия по османски имперски политически съображения;
- 1561 г. – чумна епидемия в Кюстендилско;
- 1570 г. – дефтер за Кюстендилския санджак в който се казва, че селата Бобошево и Илковци (като роден край на св. Иван Рилски и поради много църкви и манастири в него) се дават като мюлк на „Нейно величество Есмихан Султан", като населението се освобождава от плащането на някои данъци и повинности, а също така и от събирането на момчета за еничари. В тези селища се забранява и достъпът на държавни чиновници;
- 1585 г. – силно земетресение опустошава Кюстендилско;
- 1641 г. – второ силно земетресение повторно опустошава Кюстендилско, 1/3 от града е напълно разрушена, а централната му част пропада с 12 m. Градът е поставен под карантина от османските власти, но идва чума;
- 1655 г. – втора чумна епидемия в Кюстендилско;
- в 1690 и 1737 г. – по време на Голямата турска война с въстанието на Карпош (обявен за крал на Куманово и васал на императора на Свещената Римска империя), както и по време на австро-турската война (1737 – 1739) – войски на Свещената Римска империя влизат и преминават през Константиновата баня;
- 1766 г. – създадена е Кюстендилска епархия с преминаването на Коласийската епархия на Печката патриаршия под юрисдикцията на Цариградската патриаршия;
- 1820 г. – създадено е първото училище в Кюстендил;
- 1869 г. – създадено е първото читалище в Кюстендил;
- 1872 г. – създаден е таен революционен комитет към Вътрешната революционна организация;
- 1875 г. – за изчезнало българско дете е обвинена в ритуално убийство местната еврейска общност в Кюстендил;
- 30 януари 1878 г. нов стил – Кюстендил е последният град в новооснованото Княжество България, освободен от османска власт;
- 7 – 14 март 1908 г. – Кюстендилски конгрес на ВМОРО в близкото село Жабокрът, завършил с победа за десницата в организацията;
- по времето на Първата световна война в Кюстендил се намира квартирата Щаба на Българската армия. Над града на емблематичния Хисарлък е изградена „вилата на Генерала“ Никола Жеков. По това време града е посетен от редица държавни глави – от последния император Карл I (Австро-Унгария) и от последния баварски крал Лудвиг III (крал на Бавария);
- 4 – 5 декември 1922 г. – Кюстендилска акция на ВМРО;
- 28 юни 1931 г. – преустроената сграда на бившето Педагогическо училище е преоткрита като първата съдебна палата в България;
- по време на Втората световна война Кюстендил е бомбардиран многократно от Съюзниците, а през септември 1944 г. в града е базирано командването начело с ген. Владимир Стойчев, и щаба на Първа армия;
- 21 март 1966 г. – за празник на града е обявена „Кюстендилска пролет“, което християнско честване лежи на стара езическа основа с култ към Сол Инвиктус, лечебните свойства на минералната вода, плодородието, здравето, хигиената и красотата. Предходно се е отбелязвал на деня на Свети четиридесет мъченици Севастийски с палене на свещи на камъни от езически олтари под Хисарлъка и носене на обредни хлябове;
- 11 юни 1966 г. – Юрий Гагарин посещава Кюстендил, засаждайки дръвче, а на негово име е кръстена улица и му е посветен барелеф;
- декември 1988 г. – излиза под инициативата на проф. Асен Василиев „Енциклопедичен речник Кюстендил“ – първата българска регионална енциклопедия.

## АнтичнатаУлпия Пауталия
По времето на император Марк Улпий Траян (98 – 117) през 106 г. Пауталия получава градски права и добавя към името си представката „Улпия“. През периода от времето на император Антонин Пий (138 – 161) до император Каракала (198 – 217) градът сече собствени бронзови монети.
До 270 г. Пауталия влиза в състава на провинция Тракия, а след административните реформи на император Аврелиан (270 – 275) – в провинция Вътрешна Дакия, и е третият по големина град след Сердика и Наисус (дн. Ниш).
Областта, приспадаща към антична Пауталия, е известна по името на местното тракийско племе като Дентелетика. Покрай лечебните си минерални извори в Пауталия е изграден здравен център (Пауталийски асклепион) посветен на бог Асклепий. Останки от него се намират в центъра на Кюстендил. Разполагал е със зали за лечение и отдих, басейни с топла минерална вода, места за гимнастика. На пауталийските монети символично е изобразяван топъл минерален извор с покровителите на целебните извори Асклепий, Хигия и Телесфор, както и трите нимфи и други речни божества. Край Улпия Пауталия са се пресичали римските пътища от Наисус през Сердика за Тесалоника по поречието на Струма с този от Стоби (Скопие) през Германея (Сапарева баня) за Византион и Мала Азия. Освен земеделие и скотовъдство в района на Дентелетика интензивно се е развивал и рудодобива.
От 2 век до 4 век Улпия Пауталия се разпростирала на площ от 29,30 хектара, като градските стени имали формата на удължен многоъгълник, близък до правоъгълник. През втората половина на 4 век се наложило да са построи на хълма Хисарлъка втора специална крепост с площ от 2,117 хектара с размери 117 × 175 м – покрай зачестилите варварски нашествия по времето на т.нар. велико преселение на народите. Градоустройството на Улпия Пауталия е организирано по образеца на древногръцките и малоазийски градове, като са спазени общите тенденции в развитието от римската епоха. Интересна особеност е, че в Улпия Пауталия е разкрита най-голямата на ширина антична улица по българските земи. Архитектурното оформление на античния град също е сходно с това в Древна Гърция, Мала Азия и Италия. Градските стени са допълнително укрепвани по времето на императорите Валентиниан I и Валент и през ранновизантийската епоха. Крепостта Хисарлъка е преустроена след хунските нашествия и по времето на император Юстиниан Велики. От писмени паметници се установява, че в Пауталия са работили двама братя архитекти от гръцки произход – Лаомедонт и Глаукиас. В антична Пауталия е също така много добре представено античното скулптурно дело. В града процъфтявали различни заняти, сред които се откроявало грънчарството.
Улпия Пауталия имала градски съвет, градско събрание, свои магистрати, съдопроизводство и право да сече монети. Върховната градска власт била поверена на четирима архонти и градските сенатори. Съществувала и специална колегия, грижеща се за постройките на обществените сгради, както и за уреждането на физкултурните състезания. Ръководител на юношеските състезания бил ксистархът, а за обучението на младежите отговарял гимназиарх. Официален език на архонтите, съвета, събранието, както и в административния, стопанския и културен живот на античния град бил древногръцкия. В града имало учители по право и реторика. Официалният култ бил римският – към капитолийската троица, както и императорския. Съществувала е и жреческа колегия за организиране на религиозния живот. От аналите е останало името на един провинциален управител на Дентелетика с името Марк Аврелий Аполоний.
Населението на Пауталия било смесено – тракийско, гръцко и римско, като най-многобройно било тракийското. Сред последното имало елинизирани и романизирани траки, заемащи висши длъжности в градското управление. В течение на времето в античния град се заселват жители и от източните провинции на Римската империя.
След Миланския едикт от 313 г. Пауталия става епископски център, а нейната градска територия – диоцез на Пауталийската епископия. От първите години на християнството до 732 г. градът влизал в църковно-администартивната единица Илирик, която се управлявала от папата чрез неговия викарий в Солун. Особен духовен разцвет Пауталия достига при император Юстиниан I Велики (527 – 565 г.) и създадената от него архиепископия Юстиниана Прима. Следва да се отбележи, че както Константин Велики, така и Юстиниан са с произход от тези места, станали по-сетнешни западни български земи.
Античната крепост Хисарлъка, която била основно преустроена по време на византийския император Юстиниан I (527 – 565), се използвала до 15 век. Не е известно дали градът е завладяван от готи, авари, вестготи или славяни. След 553 г. името му Пауталия вече не се среща.

## СредновековенВелбъжд
Велбъжд e средновековното име на днешния Кюстендил, приемник на античния град Пауталия.
По въпроса за етимологията на това име има две версии, а именно че произлиза или от старобългарското название за „камила“ по визуалната представа която се създава от гледките от северозапад и югоизток към най-крайния североизточен рид завършващ с Хисарлъка, или че произлиза от разговорното старославянско „бел вожд“.
Писмени сведения за средновековния град по време на Първата българска държава не са запазени. Не е известно и кога Велбъжд е присъединен към новоосновата българска държава, но се предполага че това става по време на царуването на кановете Кардам или Крум. Сигурно е, че по времето на кан Кардам (777 – 802), през 789 г., български войски настъпват дълбоко в Струмския район и проникват в областта, населена от славянското племе струмци (стримонци). Предполага се, че това племе е обитавало и Велбъждската област. През 809 г. кан Крум (803 – 814) присъединява Сердика (Средец), като по този начин разширява границите на българската държава в югозападна посока, към областта Кутмичевица.
Със сигурност в края на 10 век и началото на 11 век Велбъжд е в границите на Самуиловата държава. Между изброените в апсидата на базилика „Свети Ахил“ в Преспа епископски тронове, подчинени на Българската патриаршия е и епископският трон на Велбъжд. По това време в местността Разметаница, източно от града, са се намирали бащините земи на Комитопулите, а в местността „Царичина“ – лятната резиденция на цар Самуил. В грамотите на император Василий II за правата на Охридската архиепископия дадената от император Василий II Българоубиец е споменат и епископът на Велбъжд, в чието подчинение освен самия град Велбъжд се числят още укрепените градове Сътеска, Германея, Теример, Стоб, Долна Сътеска и Разлог.
За града и района от времето на византийското владичество почти няма писмени сведения. Известно е само, че към средата на 11 век настъпват значителни етнически и демографски промени, дължащи се на настаняването между Средец и Ниш на голям брой печенеги. Свидетелство за това са някои топонимични названия, запазени и до днес. Смътни спомени с легендарен характер за нахлуването на печенеги във Велбъждския край се съдържат в апокрифния разказ „Видение на пророк Даниил", в който се говори за „каган Михаил", който след победа на печенегите намира спасение във Велбъжд. По време на византийското владичество започва и разпространението на ученията на богомилите и павликяните в този край, като косвени свидетелства за наличието на богомилско население във Велбъжд и неговата околност се сочат запазените и до днес топонимични названия, каквито са имената на селата Кутугерци, Богослов, Еремия, Илия, Недокръщеница (западно от Осоговската планина) и др. Велбъжд по това време е и важен епископски център. В епископските списъци от времето на император Алексий I Комнин (1081 – 1118) велбъждският епископ е споменат на трето място след тези на Кастория и Скопие и преди средецкия.
Велбъжд е бил и важен административен и стопански център. Като средище на голяма и плодородна област развива оживена търговия, за което свидетелствува интензивното монетно обращение. От града и околността произхождат многобройни находки от монети, сечени при императорите Алексий I Комнин (1081 – 1118), Мануил I Комнин (1143 – 1180), Андроник I Комнин (1183 – 1185), Исак II Ангел (1185 – 1195) и Алексий III Ангел (1195 – 1203).
През 1204 г., при управлението на крал Калоян (1197 – 1207), Велбъжд е превзет от българската войска и отново става част от българската държава. И през този период градът продължава да е един от важните административно-стопански и епископски центрове. По това време той принадлежи към Прилепската или към Скопската хора (според Дубровнишката грамота на цар Иван Асен II (1218 – 1241) от 1230 г.). За известен период от време, през царуването на цар Михаил II Асен (1246 – 1257), когато много родопски крепости и цяла Македония са завоювани от никейския император Теодор II Ласкарис (1254 – 1258), Велбъжд става пограничен град на българската държава. След смъртта на цар Иван Асен II и настъпилия временен упадък на българската държава, Велбъжд за известно време е присъединен към Никейската империя от император Йоан III Дука Ватаций (1222 – 1254).
През време на Втората българска държава Велбъжд се превръща и в рудодобивен център. В околностите му и по склоновете на планината Осогово се експлоатират различни рудни находища – главно за добиване на цветни метали и желязо. Под предводителството на протосеваст Хрельо в края на 13 и началото на 14 век, крал Стефан II Милутин и кралица Анна Тертер отвоюват Велбъжд и околността от властта на нововъзстановената Византия. Войските на краля нахлуват по долините на реките Вардар и Струма и завладяват Велбъжд, който за дълги години попада под властта и влиянието на Неманичите.
На 28 юли 1330 г., в битката при Велбъжд между българската войска, водена от цар Михаил III Шишман Асен (1323 – 1330) и войската на Сръбското кралство, предвождана от крал Стефан Урош III Дечански (1321 – 1331), войската на Търновското царство претърпява тежко поражение, а цар Михаил Шишман е тежко ранен и три дни по-късно умира от раните си.
Към средата на 14 век с център Велбъжд се формира т.нар. Велбъждско деспотство, управлявано от фамилията на Деяновци (Драгаши). Родоначалник на Деяновци е севастократор и деспот Деян Драгаш. Владенията на неговите синове Йоан Драгаш и Константин Драгаш се простират между реките Вардар и Струма, а за център на владението е избран главният град на областта Велбъжд. При управлението на Константин Драгаш деспотството има голямо териториално разширение, но изпада във васална зависимост от Османската империя. Константин Драгаш загива заедно с Крали Марко (също османски васал), сражавайки се на страната на Баязид I в битката при Ровине срещу влашкия владетел Мирчо Стари през 1395 г. Последен владетел на Велбъжд е Юсуф (или Стефан, с рождено библейско име Яков), според някои помохамеданчен син на Константин Драгаш. По името на Константин Драгаш, след покоряването на града от османските турци, Велбъжд е наречен по името на последния християнски владетел Костендил и Константинова баня /откъдето идва и Кюстендил/, според практиката на османските завоеватели да назовават завладените градове по името на последния християнски владетел.
От времето на Велбъжд датира възникването на Рилския манастир – символа на българската вяра, духовност, книжовност и култура. Историята на манастира от неговото създаване до 14 век е тясно свързана с личността на основателя му и покровител на българите – Иван Рилски, който е родом от село Скрино, намиращо се на десния бряг на река Струма в близост до град Бобошево. Тези земи приспадат към Кюстендилския край, а Рилският манастир след нападението на Средец през 1382 г. остава в пределите на Велбъждското княжество. По време на османското владичество в средата на 15 век, духовниците трима братя от кюстендилското село Граница – Йоасаф (т.е. библейско Йосиф), Давид и Теофан възстановяват Рилския манастир. Първи негов игумен, преди пренасянето на мощите на Иван Рилски от Търново, става Йоасаф, който дарява на манастира Крупнишкото четириевангелие. Втори игумен на Рилския манастир е Давид, по времето на който със съдействието на Мара Бранкович, са пренесени мощите на светеца покровител на България в Рилската Света обител. Теофан е игумен на Рилския манастир в годините 1479 – 1491, като по негово време е написан Рилски панегирик от Владислав Граматик.
С Кюстендилско са свързани и най-известните последователи-отшелници на Йоан Рилски, всеки със своя света обител в близкия регион – Прохор Пчински (Пчински манастир), Гаврил Лесновски (Лесновски манастир), Йоаким Осоговски (Осоговски манастир) и Йоан Девичи (Девички манастир).
Свидетелство за духовния живот на средновековен Велбъжд е запазената до наши дни църква „Свети Георги“, която се намира в кюстендилския квартал Колуша в подножието на планината Осогово. Колуша (средновековното село Коласия) е седалище на кюстендилския митрополит по времето на Османската империя (Коласийска епископия). Първата църква на мястото е издигната в края на 10 век – началото на 11 век. Тя е обявена за национален паметник на културата заради високата ѝ археологическа, художествена и историческа стойност като най-старата добре запазената до наши дни средновековна църква в днешна Югозападна България, редом с Боянската църква и тази на Земенския манастир.

## Възрожденски Кюстендил
В началните векове на османската власт в Кюстендил, т.е. след 1430 г., в града са заселени около 60 семейства от град Кония в Мала Азия, като лоялни към новата власт (вероятно потомци на потурчени българи-дервенджии от района на юдейската порта около Булгар Даг – виж и българи в Анатолия). Първите сведения за поява на хайдушки дружини в региона са от султанска заповед от 1528 г. 
С установяването на османската власт в Кюстендилско около 1430 г. е образуван Кюстендилски санджак, който е трети по големина в Румелия и един от най-богатите в Османската империя, още преди окончателното завоюване на Светите земи с Арабия и Месопотамия от Османската империя в началото на 16 век. В периода 15 – 18 век в Кюстендил са издигнати 17 джамии, строени от коренното население. Почти всички те са или преустроени стари римско-византийски сгради с издигнати към тях минарета или такива с характерната средновековна българска архитектура тип корниз „вълчи зъб“ и декоративна тухлена фасадна украса. Преизползван е за изграждането им строителния материал останал от предходната епоха – римски тухли, гранитни сполии от крепостната стена на Пауталия, прагове, корнизи, архитрави от монументални сгради и т.н. Всички тези джамии били три вида (махленски; празнични и намазге) и разположени на места върху стари езически оброчища и стари християнски храмове.
Успешните военни действия на страните от Свещената лига срещу Османската империя по времето на т.нар. Голяма турска война и въстанието на Карпош през 1689 г. вдигат на бунт християните от кюстендилския край, което налага в Румелия да бъдат изпратени войски от Анатолия и такива на лоялния към Истанбул – кримски хан. През 1737 г. Кюстендил също вижда християнска армия по време на Австро-турската война (1737 – 1739).
В Руско-турската война (1787 – 1792) под командването на Александър Суворов служи кюстендилеца Кара Георги Кюстендили, който е награден с орден за храброст при превземането на Измаил (1790). Ранен тежко, остава жив, и продължава службата си и участва и в следващата Руско-турска война (1806-1812), от навечерието на Френско-руската война (1812). Името му е запазено от аналите на историята под № 315 в списъците на войниците на Александър Ипсиланти по време на т.нар. Филики етерия след битката при Скулени (1821). Служил на руската императорска армия вярно 40 години.
След т.нар. кърджалийско време, в края на 18 век и началото на 19 век се проявяват първите наченки на т.нар. българско възраждане в Кюстендилския санджак. Изцяло този социален процес се свръзва със средището на Рилския манастир и в частност с Кюстендилско. През 1816 г. с общонародни средства е построена черквата „Успение Богородично“ в Кюстендил. Към 1820 г. в непосредствена близост до църквата е открито и първото българско килийно училище в града. През 1860 г. Анастасия Димитрова от Дупница открива и девическо училище в Кюстендил. След Кримската война настъпва и политически подем в народностното осъзнаване на българите и в Кюстендилско. През 1869 г. е открито първото читалище в града, след като вече е сложено началото на борбата за независима Българска екзархия.
Кюстендил е емблематичен в първата борба за независима българска Църква. В годините 1845 – 1851 в Кюстендил болнавият кюстендилски митрополит Артемий изпраща за свой заместник епископа Дионисий, който е погърчен арнаут. В 1850 г. деветнадесетчленна делегация от кюстендилски еснафи, ръководена от главния учител на града по това време Тонджоров, прави след жалба аудиенция при нишкия валия и в Цариград, след което Дионисий е отстранен заради злоупотребите и поради своята ненаситна алчност и безнравственост към паството си. След смъртта на изпратения на мястото на Дионисий – Артемий, на 24 декември 1858 г. в града отново пристига продажния Дионисий, което вдига на бунт паството. Дионисий изисква от местните първенци по 50 000 гроша, а от всяка селска къща по 25 гроша църковен налог за издръжката си. Следва нова жалба до великия везир Мехмед Кабразлъ, който е в Ниш на инспекция из Румелия в началото на 1860 г., който разпорежда проверка. В резултат от проверката на 4 декември 1860 г. Дионсий заедно с неговия помощник в Щип – Панарет, са изгонени от Кюстендилската епархия. Още същата година кюстендилци са едни от първите в Цариград, които подкрепят акцията за богослужение на български език, а в началото на 1861 г. избират за свой представител в Цариградската българска община – Захарий Струмски. Изпратеният в Кюстендил епископ от Цариградската патриаршия – българин от Одринско Игнатий Родоски, отказва да се появи пред паството си поради обстоятелството, че будните кюстендилци отказват да приемат всеки владика назначен от омразната им фанариотска Цариградска патриаршия. Игнатий изпраща в Кюстендил своя протосингел.
След много преговори и тегоби, и под натиска на 27 кюстендилски първенци, Игнатий се съгласява чак в края на 1863 г. да отпочне богослужение на роден и разбираем от паството език, но поради неизпълнение кюстендилци пускат прошение до султана с искане за отстраняването му поради прекомерни претенции за изплащането на владишките данъци от минал период. Започва брожение, в резултат от което се стига до прецедентите, че Игнатий отказва да освети през 1866 г. новопостроената църква в града „Св. Димитрий“, а на 11 ноември същата година по време на храмовия празник „Св. Мина“ кюстендилци не допускат Игнатий в храма в стил „изгонване на търговците от храма“, и след намесата на заптиетата всички напускат църквата, за да останат вътре само Игнатий със свитата гръкомани около него.
На 20 януари 1867 г., на деня на св. Евтимий (деня на почитане по църковния календар както на св. Евтимий Велики, така и на патриарх Евтимий Търновски), в кюстендилския храм „Св. Мина“ се стига до още по-голям инцидент, който възбужда духовете из българските земи. По идея на главния градски учител Буботинов, младежите Караманов, Бабаанин и Пчелински успяват да вземат ключовете от църквата от клисаря Кръстев (Бръснарчето) и през нощта срещу 20 януари с верига от домашно огнище заключват владишкия трон с два катинара. Тази акция придобива отзвук из цялата страна. Гръкоманската църковна власт става за смях. Следва специално разследване, но властите не установяват извършителите. Следващите две години са период на църковна война в Кюстендилско, докато едва след създаването на Българска екзархия е отстранен омразният на кюстендилци гръкофанариот Игнатий. На негово място пристига Иларион Ловчански.
Най-известният борец за национална независимост в Кюстендилско е Ильо Марков, наричан още и не без основание – последният хайдутин. В годините от 1850 до 1861 той е закрилник на българското население в региона от своеволията и произвола на османските власти. През 1862 г. се включва в първата българска легия на Георги Сава Раковски, където командва въстаническия отряд в който служи Васил Левски. По време на освобождението Ильо Марков е командващ голяма доброволческа чета, която подпомага отряда на генерал Гурко. Около 115 са имената на кюстендилци, включили се доброволно в освободителния процес, които са запазени документално.
По стечение на историческите обстоятелства Кюстендил е последния град в границите на България попаднал под османска власт и същевременно и последния град освободен от османска власт по време на руско-турската освободителна война. С превземането на София на 4 януари 1878 г. от западния отряд на руската императорска армия под командването на генерал Гурко, войсковото съединение се насочва към Ихтиман – Пазарджик с цел овладяването на Тракия и подстъпите към Цариград. При това положение Кюстендил остава встрани от главното направление за настъпление на руската армия. За опазване фланга откъм Македония на руския западен отряд, по посока Самоков и Радомир са изпратени малобройни руски части. В Радомир е разквартируван 4-ти харковски улански полк, а в село Извор се намира на изчаквателна позиция четата на войводата Ильо Марков. По същото време в Кюстендилското Краище са въстаническите сили на капитан Симо Соколов. При тази обстановка Ильо Марков пуска слух сред кюстендилската рая, че от североизток настъпва голяма руска армия, преобличайки хайдутите си в руски армейски униформи. Местните османски управници и армейски части разбирайки за случващото се напускат града със семействата си по най-бързия начин в посока Крива паланка. Кюстендил остава без местна власт в началото на 1878 г. При образувалия се управленски вакуум, в града под егидата на Иларион Ловчански се изгражда временно градско управление в което вземат участие не само българи. Кюстендилският митрополит убеждава останалите в града местни турци да инициират делегация и да поискат влизането на руски войски в града с цел опазване живота, имуществото и честта на местното турско население. За София отпътува местна делегация от Мито Чорбаджигогев и татаринът Молла Али, която да помоли руското военно командване да заеме града. Със съдействието на софийския вицегубернатор Марин Дринов и италианския консул в града Виторио Позитано, руското командване въпреки недостига на армия приема предложението и на 9 януари в село Коняво пристига 2-ри ескадрон от 4-ти харковски уляновски полк, под командването на подполковник Задерновски. С него е и четата на Ильо Марков. На 10 януари в Коняво пристига и градска делегация в състав Иларион Ловчански, фанариотския владика Игнатий, временния турски каймакамин Мустафа ефенди и Мито Чорбаджигогев, която приема руските условия на следващия ден руския отряд да заеме града при условие, че местните турци се обезоръжат сами, а в Коняво на мястото на руския отряд за подсигуряване на тила бъдат изпратени 50 млади българи. На 11 януари руският ескадрон заедно с 50 българи, преоблечени в руски униформи, и четниците на Ильо войвода влизат тържествено в града под ръкоплясканията на местното население. Същия ден от север от село Соволяно в града влизат и въстаниците под командването на капитан Симо Соколов. За комендант на града и назначен поручик Николай Савойски. Незабавно се изгражда управителен градски съвет от българи.
На 12 януари селяни донасят в града вестта, че откъм Велбъждския проход към Кюстендил настъпва многобройна редовна турска войска и башибозук. Към село Вратца се отправя разузнавателен руски разезд, четниците на Ильо Марков и отрядът под командването на капитан Симо Соколов с доброволци от града. След кратка престрелка в района на село Въртешево, разузнавателния отряд се оттегля към Кюстендил, оставайки неколцина да задържат на позицията многобройната турска армия. Взето е решение освободителните войскови части да се оттеглят на позиция в село Коняво с цел подсигуряване на тила за отстъпление. В Кюстендил са оставени двама руски конника, които предават съобщение от полк. Задерновски до командващия турската армия Асаф бег, че руското командаване е решило твърдо да заеме Кюстендил и съпротивата е безполезна. При това положение, на 15 януари 1878 г. е сформиран сборен войскови отряд под командването на генерал-майор барон Майнедорф в състав от два батальона на 11-и лейбгвардейски егерски полк; един дивизон от 4-ти улановски харковски полк и един батальон от 8-и лейбгвардейски измайлски полк под командването на полк. Кобилецки, подсилен с четири тежки оръдия на 1-ва лейбгвардейска планинска артилерийска бригада и 8-а конна батарея, както и с още четири планински оръдия под командването на флигел-адютанта Кршевицки. На 17 януари (30 януари) 1878 г. разделен на три колони, руският отряд сформиран за окончателното освобождение на Кюстендил влиза в града, а местните турски войскови части са обърнати в паническо бягство. Пленени са 80 турски войника, турското бойно знаме, складовете с амунициите, оръжие и храни. Заедно с руската армия в града влизат и Ильо войвода с четата си, както и отрядът под командването на капитан Симо Соколов.
Независимо от дипломатическата уговорка на най-високо ниво, постигната посредством Англо-руското споразумение на Берлинския конгрес, руската дипломация под ултиматума на император Александър II не предава бъдещата българска столица и Кюстендил под османска власт.
След Освобождението Кюстендил се превръща в първи, основен и преден форпост от границите на Княжество България и Царство България за освобождение от османска власт на Македония, както и в борбата за национално обединение. Почти цялата българска интелегенция от периода 1878 – 1918 г. по някакъв начин е свързана с града (виж кюстендилци).

## Съвременен Кюстендил
На 30 януари 1878 г. в Кюстендил е установено временно градско управление със съдействието на руските военни власти. За пръв комендант на града е назначен Николай Савойски. За спомен от този паметен ден в историята на града са издигнати паметници на руските войни в Кюстендил и село Коняво, а 30 януари всяка година се чества като официален празник на града.

### Динамика на населението
От 1519 г. датират първите относително сигурни данни за броя на населението в Кюстендилско (Кюстендилския санджак) – жителите му са над 300 000 при площ на санджака около 20 000 км², от които жители над 250 000 са християни, което е и своеобразен връх в сравнително-демографски план в историята на Кюстендилско (една от най-гъсто населените области по българските земи).
През османско време, в периода 1561 – 1655 г., Кюстендил е жестоко засегнат от две големи земетресения и две чумни епидемии. От 18 век населението му с бавни, но стабилни темпове започва да расте.
В книгата „Кюстендил“ на Георги Ангелов (издадена през 1900 г.) се отбелязва, че през 1866 г. в града има около 1300 турски къщи с приблизително 6000 турци (в по-голямата си част помохамеданчени българи); 420 черкези; около 600 български къщи с приблизително 3600 българи; около 150 еврейски къщи с около 700 евреи и още 40 къщи на власи, италианци и цигани. Населението на околните села е изцяло и само българско.
С установяването на новата власт Кюстендил с околията е включен в границите на Княжество България и търпи бурно развитие. Към кюстендилското землище след Освобождението влиза и Босилеградско. По време на Освобождението града има приблизително 10 хил. жители (за сравнение населението на София е 20 хил.), от които българи са 3600. Населението на града започва да нараства с малки, но стабилни темпове още от 18 век. Непосредствено преди освобождението на града, в самото начало на 1878 г., местното турско население напуска града в посока Крива паланка, но на негово място в града се заселват много българи предимно от съседна Македония. При първото преброяване на населението в Княжество България (към 30.09.1880 г.), Кюстендил има 9540 жители, от които 6520 българи, 1572 турци, 960 евреи, 500 цигани, 417 гърци и 22 власи.
Към 1934 г. вече над 90% от 16 241 жители на града са българи. По време на Освобождението Кюстендил е населяван и от 900 евреи, които живеят в 150 къщи. До 1905 г. броя на евреите в града също расте, но след това започва да намалява, а след 1948 г., т.е. със създаването на държавата Израел, той е сведен до минимум. Кюстендил също така през отделни периоди е населяван и от власи пастири и арменци, които се заселват след турските погроми над тях в Мала Азия през 1896 г. и се изселват от града след Първата световна война. Повечето от съвременните кюстендилски жители не са с местен произход, а преселници главно от Македония. Още след Освобождението, към 31 декември 1887 г., от 10 625 жители на града – 2253 от тях са родом от други краища на Княжество България, 2394 – родом от останалите под османска власт съседни земи, и 5978 са родом от Кюстендил. Към 1992 г. населението на града бележи най-високия си пик – 57 106 регистрирани жители, а населението на околията му (близо половината от Кюстендилска област, без Дупнишко) достига 100 хил. жители.

### Икономическо развитие
Първото индустриално предприятие в Кюстендил е открито през 1889 г. – парна мелница в близкото до града село Слокощица. До края на 19 век в града вече има две мелници, три фабрики за преработка на тютюн, две бирени и по една за производство на спирт и обработка на кожи. Най-бурен подем търпи местната хранително-вкусова промишленост.
След войните за национално обединение са създадени и няколко дървообработващи предприятия и тухларни фабрики. През 1927 г. в района е открита първата ВЕЦ, а през 1940 г. и вакуумна фабрика. По време на т.нар. социалистически период градът търпи бурна индустриализация. По това време действащите предприятия на територията на града се разрастват, като са създадени заводи за кондензатори, обувен, за кухненско обзавеждане и за силови трансформатори. Към 1986 г. в Кюстендил има осем завода, два комбината, една фабрика, една мина и още 14 други по-малки промишлени предприятия. Индустрията е електротехническа, електронна, машиностроителна и металообработваща насоченост.
Още в 1909 г. е открита жп линията Радомир – Кюстендил и местното стопанство намира удобен и модерен за времето си транспорт за търговия. След 1920 г. се развива и автомобилния транспорт. Удобният транспорт дава мощен тласък на производството за износ от местното селско и предимно овощарско производство в кюстендилското поле, както и на горско стопанство в Кюстендилско.

### Градоустройствено развитие
Първият улично-регулационен план на града е разработен веднага след Освобождението от Лубор Байер. Първата значима обществена сграда е Педагогическото училище, която през 30-те години на 20 век е преустроена за съдебна палата, а от 1960-те години в тази сграда се помещава общинската администрация. Сред значимите архитектурни постройки в града е новата постройка на Педагогическата гимназия, издигната в периода 1904 – 1913 г.
На 5 ноември 1979 г. в града е открита национална спортна база „Осогово“, която представлява модерен спортен комплекс за тернировки и състезания по различни видове спорт.

### Обществено-политическо и културно развитие
Веднага в периода след Освобождението в града са учредени още със създаването на партиите и местни организации на консервативната, народната и народнолибералната партии. Учредяват се и местни структури на либералната, демократическата, младолибералната, радикалдемократическата партии и на БРСДП.
Още през 1820 г. в Кюстендил е открито първото килийно училище, като към 1985 г. в града има 7 средни училища с различен профил и 13 детски градини. В областта на културата Кюстендил се слави като национален център. С града е свързана половината от прохождащата българска интелегенция след освобождението, в чийто местни редици изпъкват имената на Владимир Димитров-Майстора, Емануил Попдимитров, Пейо Яворов, Елисавета Багряна, Стоян Загорчинов, Димитър Димов.
Кюстендилец е академик Йордан Иванов, един от най-добрите познавачи на средновековната българска литература и култура.
Кюстендил по историко-географски и политически причини се превръща в естествен преден форпост по време на борбите за национално обединение, насочени главно в посока към т.нар. западни български земи и в частност към Македония, а по време на Първата световна война съвсем неслучайно е избран за квартира на щаба на Българската армия. След краха на националния идеал с поредицата от исторически събития (Войнишко въстание, Солунско примирие, Ньойски договор), града като исторически център и като трайно свързан с намиращия се в неговото землище Рилски манастир, се трансформира постепенно в национален център за българско изкуство и култура.
В края на 1988 г. излиза под инициативата на проф. Асен Василиев – Енциклопедичен речник Кюстендил – първата българска регионална енциклопедия, която е реализирана под патронажа на Людмила Живкова. Предходно „от Коласийскаго града“ произлиза и първият известен печатар от сегашните предели на България – Яков Крайков.